# Abies firma
Abies vejarii (ялиця момі, яп. モミ) — вид ялиць родини соснових.

## Поширення, екологія
Росте в центральній і південній Японії, від низьких до помірних висот: 50–1600 м. Росте на пагорбах і в горах на різних гірських ґрунтах вулканічного походження або алювіальних з помірною кількістю вологи. Клімат вологий або мокрий, холодний на півночі ареалу і помірно теплий на півдні, з річною кількістю опадів вище 1000 мм. Цей вид є складовою змішаних лісів (рідко в чистих поселеннях на сухих ділянках) з, наприклад, Fagus crenata, Fagus japonica, Castanea crenata, Carpinus laxifolia, Quercus, Tsuga sieboldii, Pinus parviflora, Pinus densiflora, Pseudotsuga japonica, Abies homolepis, Cryptomeria japonica, Sciadopitys verticillata, Chamaecyparis obtusa, Torreya nucifera і Picea jezoensis ssp. hondoensis.

## Опис

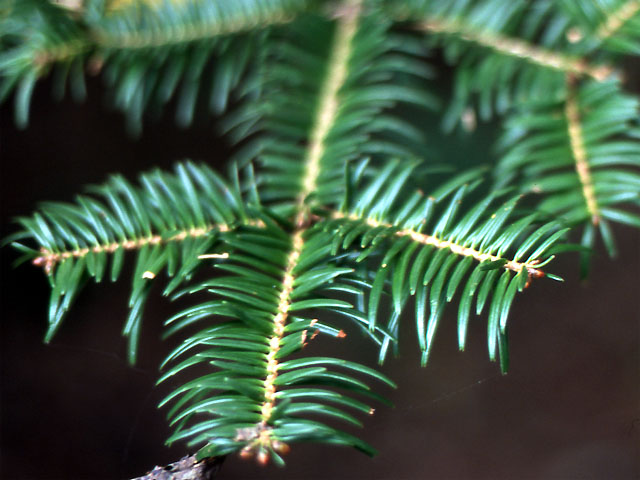
Листя

Дерево до 50 м заввишки і 200 см діаметра. Стовбур масивний, прямий, з довгими гілками горизонтальними або висхідними. Крона широко пірамідальна або куполоподібна, стає з плоскою вершиною з віком. Кора сіра, гладка з пухирями смоли, стає тріщинуватою і темнішою з віком. Бруньки від яйцеподібних до конічних, розміром до 10 × 5 мм, злегка смолисті, з широко конічними лусками, сірувато-коричневого кольору, зберігаються кілька років. Листки гребінчасті, яскраві темно-зелені зверху, сизо-жовті знизу, 1,5–3,5 см в довжину і 2–4 мм шириною. Пилкові шишки циліндричні, жовтуваті, поодинокі, довжиною 2,5–3 см. Насіннєві шишки від овально-довгастої до конічної форми, вершини округлі, зелені з жовтими приквітками, дозрівши стають жовто-коричневого кольору, довжиною 8–15 см, діаметром 3–5 см. Насіння 6–8 мм довжиною, світло-коричневі з коричневими крилами довжиною 10–15 мм.

## Використання
Деревина використовується як будівельний ліс і для виробництва трун. Деревина легка, м'яка з прямими волокнами і легко обробляється, але вимагає ретельного осушення для запобігання деформації.  Іноді, але не часто, використовується як декоративне дерево, особливо в теплих регіонах з помірним кліматом з жарким, вологим літом, таких як південний схід США.

## Загрози та охорона
Природні лісові масиви поблизу міст зменшуються. Проживає в деяких охоронних районах.